# 塔沃阿德拉
塔沃阿德拉，是西班牙加利西亚自治区奥伦塞省的一个市镇。总面积25平方公里，总人口1718人（2001年），人口密度69人/平方公里。